# 周玙
周玙（787年—856年7月5日），字仲信，唐朝将领，出自汝南周氏。
周玙八代祖安州总管周法明，曾祖父右卫长史周思仁。祖父周知远，左仆射代国公郭子仪表奏为朔方兵马副使，安史之乱时在京洛之间阵亡，赠岐州都督。父亲周道荣，举孝廉，调补左卫兵曹参军，贞元年间，南海节度使赵昌表授广州司马。
周玙十岁诵孙吴兵书，著《长城集》十三篇。元和年间，侍中彭城公刘济授任他为散兵马使。长庆年间，司空吴兴公朱克融授任他为正兵马使、知都虞候事，又授节度押衙兼司宾务。大和初年，跟随朝廷出师讨伐沧州李同捷，官至侍御史、国子祭酒、兰陵郡王。开成年间，司徒谒城公史元忠授任他为节度都押衙。会昌四年（844年），相国清河公张仲武授任他为妫州刺史。两年后，张仲武授任他为涿州刺史、永泰军营田团练等使。又二年后，转任平州刺史、卢龙节度留后、柳城军等使，在任五年。周玙在幽州节度历事刘济、刘总、张弘靖、朱克融、李载义、杨志诚、史元忠、张仲武、周𬘭、张允伸十任节度使，属于幽州这一割据藩镇的实权阶层。大中十年五月廿九日（856年7月5日）在幽都县遵化坊之私第去世，享年七十岁。
先夫人彭城刘氏，祖父刘谦，定州新乐县令。父亲刘荣公，右神策军步军兵马使兼殿中侍御史。刘夫人大和七年去世。刘夫人有子周在中。女儿二人，长女嫁给上谷侯弘实，侯弘实官至安次尉。次女嫁给节度衙前虞候渤海高可度，次女不幸早逝。
继娶夫人弘农杨氏。祖父杨乾，官至安南都护府左厢校练使兼监察御史。杨夫人二子，长子名周敬中，小字范阳，前节度衙前将；次名周弘中，小字头陁。女儿一人，嫁给弘农杨方蠡。